# Wagin
Wagin ist ein Ort und ein Shire in der Great Southern Region von Western Australia. Er befindet sich etwa 225 Kilometer südöstlich von Perth.

## Etymologie
Der Ort und der Shire wurden nach dem nahe gelegenen Wagin Lake genannt. Das Wort Wagin leitet sich von der Aborigine-Sprache ab, und seine Bedeutung ist unklar, aber man glaubt, dass er Ort, in dem die Emus begießen bedeutet oder dass er eine Variation des Aborigine-Wortes „wedge-an“ ist, das Emus heißt.

## Geschichte
Im Jahre 1835 war John Septimus Roe der erste europäische Explorer in der Gegend. Damals war er unterwegs zwischen Perth und Albany. Zwischen 1885 und 1889 kamen die ersten europäischen Siedler in die Region. Der Ort entstand mit dem Ausbau des Great Southern Railway. Der Ort wurde anfänglich Wagin Lake genannt, aber im Jahre 1898 wurde Wagin amtlich gegründet und von Wagin Lake in Wagin umbenannt.

## Heutiges Wagin
Heutzutage ist Wagin eine der wichtigsten Städte in der Southern Wheatbelt Region. Die Landwirtschaftsausstellung Woolorama, eine der prominentesten in Western Australia, findet alljährlich im März in Wagin statt.